# Washington Commanders 2025
La stagione 2025 dei Washington Commanders sarà la 93ª della franchigia nella National Football League e la seconda con Dan Quinn come capo-allenatore.

## Scelte nel Draft 2025
| Scelte dei Washington Commanders nel Draft 2025 |        |                        |                  |               |
| Giro                                            | Scelta | Giocatore              | Ruolo            | College       |
| 1                                               | 29     | Josh Conerly Jr.       | Offensive tackle | Oregon        |
| 2                                               | 61     | Trey Amos              | Cornerback       | Ole Miss      |
| 4                                               | 128    | Jaylin Lane            | Wide receiver    | Virginia Tech |
| 6                                               | 205    | Kain Medrano           | Linebacker       | UCLA          |
| 7                                               | 245    | Jacory Croskey-Merritt | Running back     | Arizona       |

## Staff
| Staff dei Washington Commanders |
| --- |
| Organi dirigenziali - Proprietario – Josh Harris - Partner limitati – Mitchell Rales, Magic Johnson, Mark Ein - Presidente – Mark Clouse - General manager – Adam Peters - Assistente general manager – Lance Newmark - Vice presidente senior delle operazioni del football – Brandon Sosna - Consulente senior del general manager – Doug Williams - Vice presidente dell'amministrazione del football – Rob Rogers - Direttore del personale dei giocatori – David Blackburn - Dirigente del personale – Scott Fitterer - Direttore degli osservatori del college – Tim Gribble - Direttore degli osservatori dei professionisti – Chris White - Osservatori – Dwaune Jones, Paul Skansi - Analista del personale – Wes Welker Capo allenatore - Capo allenatore – Dan Quinn - Assistente capo-allenatore/coordinatore offensivo del gioco sui passaggi – Brian Johnson Altri allenatori - Vice presidente senior delle iniziative del football – Dave Gardi - Direttore senior del supporto della squadra e avanzamento – Dylan Thompson - Direttore senior della salute e delle prestazioni dei giocatori – Tim McGrath - Direttore delle prestazioni dei giocatori – Brett Nenaber - Preparatore atletico – Chad Englehart - Head athletic trainer – Al Bellamy - Coaching chief of staff – Sarah Hogan - Sviluppo dei giocatori – Pete Ohnegian Allenatori dell'attacco - Coordinatore offensivo – Kliff Kingsbury - Coordinatore gioco sulle corse/running back – Anthony Lynn - Quarterback – Tavita Pritchard - Assistente quarterback – David Blough - Wide receiver – Bobby Engram - Tight end – David Raih - Offensive line – Bobby Johnson - Assistente offensive line – Darnell Stapleton - Assistente attacco – Andre Coleman - Controllo qualità attacco – Shane Toub, Jesse Madden Allenatori della difesa - Coordinatore difensivo – Joe Whitt Jr. - Coordinatore difensivo del gioco sui passaggi – Jason Simmons - Defensive line – Darryl Tapp - Assistente defensive line – Sharrif Floyd - Linebacker – Ken Norton Jr. - Assistente linebacker/specialista pass rush – Ryan Kerrigan - Defensive back – Tommy Donatell - Assistente defensive back – William Gay - Assistente difesa senior – John Pagano - Controllo qualità difesa – George Banko Allenatori dello special team - Coordinatore special team – Larry Izzo - Assistente special team – Brian Schneider |

## Roster
| Roster dei Washington Commanders |
| --- |
| Quarterback - 5 Jayden Daniels - 16 Jeff Driskel - 18 Marcus Mariota Running Back - 30 Austin Ekeler - 26 Jeremy McNichols - 8 Brian Robinson Jr. Wide Receiver - 2 Dyami Brown - 85 Noah Brown - 80 Jamison Crowder - 12 Luke McCaffrey - 17 Terry McLaurin - 83 Byron Pringle - 14 Olamide Zaccheaus Tight End - 87 John Bates - 86 Zach Ertz - 82 Ben Sinnott - 41 Colson Yankoff Offensive Linemen - 67 Nick Allegretti G - 63 Tyler Biadasz C - 74 Brandon Coleman T - 76 Sam Cosmi G - 60 Michael Deiter C - 78 Cornelius Lucas T - 75 Chris Paul G - 73 Trent Scott T - 71 Andrew Wylie T Defensive Linemen - 93 Jonathan Allen DT - 92 Dorance Armstrong DE - 52 Jamin Davis DE - 99 Clelin Ferrell DE - 90 Javontae Jean-Baptiste DE - 98 Phidarian Mathis DT - 95 Jer'Zhan Newton DT - 94 Daron Payne DT Linebacker - 6 Dante Fowler OLB - 45 Dominique Hampton OLB - 4 Frankie Luvu OLB - 54 Bobby Wagner MLB - 32 Mykal Walker MLB Defensive Back - 35 Percy Butler FS - 11 Jeremy Chinn SS - 24 Michael Davis CB - 13 Emmanuel Forbes CB - 22 Darrick Forrest SS - 1 Noah Igbinoghene CB - 20 Quan Martin FS - 40 Tyler Owens SS - 39 Jeremy Reaves FS - 0 Mike Sainristil CB - 25 Benjamin St-Juste CB Special Team - 69 Tyler Ott LS - 10 Tress Way P - 3 Cade York K Lista delle riserve - 58 Jordan Magee MLB (IR) - 97 Efe Obada DE (PUP) - 96 Norell Pollard DT (IR) - 72 Taylor Stallworth DT (IR) - 79 Armani Taylor-Prioleau T (IR) Squadra di allenamento - 36 Kazmeir Allen RB - 29 Chigozie Anusiem CB - 57 Nick Bellore MLB - 64 Sheldon Day DT - 61 Julian Good-Jones G - 51 Jalen Graham OLB - 15 Sam Hartman QB - 50 Andre Jones Jr. DE - 68 Haggai Ndubuisi DT - 37 Bobby Price CB - 23 Chris Rodriguez Jr. RB - 66 Max Scharping G - 84 Mitchell Tinsley WR - 89 Brycen Tremayne WR - 88 Cole Turner TE - 79 Carlos Watkins DE - 34 Michael Wiley RB Roster aggiornato al 5 settembre 2024 53 attivi, 5 inattivi, 16 nella squadra di allenamento |
| Legenda - I rookie sono in corsivo. - Il primo ruolo è il principale mentre gli eventuali successivi indicano i ruoli secondari. - (IR) sta per Injured Reserve ed indica la lista ristretta per un solo giocatore infortunato che può tornare ad allenarsi dopo la settimana 6 e a rientrare in prima squadra dopo che questa ha giocato 8 partite. - (NF-Inj.) / (NF-Ill.) stanno rispettivamente per Non-Football Injured e Non-Football Illness ed indicano le liste dove viene inserito un giocatore che ha un infortunio o una malattia non dipendente dal football americano. - (PUP) sta per Physically Unable to Perform ed indica la lista dove viene inserito un giocatore mentre è in attesa di recuperare la condizione fisica. Nella stagione regolare dopo la sesta partita giocata dalla propria squadra, il giocatore ha tempo tre settimane per riprendere ad allenarsi, più tre settimane aggiuntive dal suo rientro agli allenamenti per rientrare in prima squadra. |

## Precampionato
Il 14 maggio 2025 furono annunciate le gare del precampionato.
| Precampionato |           |            |                        |           |        |                   |      |         |
| Settimana     | Data      | Ora (ET)   | Avversario             | Risultato | Record | Stadio            | TV   | Sintesi |
| 1             | 8 agosto  | 7:30 p.m.  | @ New England Patriots | S 18-48   | 0-1    | Gillette Stadium  | CBS  | Sintesi |
| 2             | 18 agosto | 8:00 p.m.  | Cincinnati Bengals     | S 17-31   | 0-2    | Northwest Stadium | ESPN | Sintesi |
| 3             | 23 agosto | 12:00 p.m. | Baltimore Ravens       | -         | -      | Northwest Stadium | CBS  | -       |

## Stagione regolare

### Calendario
Il calendario della stagione regolare fu reso noto il 14 maggio 2025.
| Stagione regolare |                    |                    |                          |                    |                    |                                   |                    |                    |
| Settimana         | Data               | Ora (ET)           | Avversario               | Risultato          | Record             | Stadio                            | TV                 | Sintesi            |
| 1                 | 7 settembre        | 1:00 p.m.          | New York Giants          | -                  | -                  | Northwest Stadium                 | Fox                | -                  |
| 2                 | 11 settembre       | 8:15 p.m.          | @ Green Bay Packers (T)  | -                  | -                  | Lambeau Field                     | Prime Video        | -                  |
| 3                 | 21 settembre       | 1:00 p.m.          | Las Vegas Raiders        | -                  | -                  | Northwest Stadium                 | Fox                | -                  |
| 4                 | 28 settembre       | 1:00 p.m.          | @ Atlanta Falcons        | -                  | -                  | Mercedes-Benz Stadium             | CBS                | -                  |
| 5                 | 5 ottobre          | 4:25 p.m.          | @ Los Angeles Chargers   | -                  | -                  | SoFi Stadium                      | Fox                | -                  |
| 6                 | 13 ottobre         | 8:15 p.m.          | Chicago Bears (M)        | -                  | -                  | Northwest Stadium                 | ESPN/ABC           | -                  |
| 7                 | 19 ottobre         | 4:25 p.m.          | @ Dallas Cowboys         | -                  | -                  | AT&T Stadium                      | Fox                | -                  |
| 8                 | 27 ottobre         | 8:15 p.m.          | @ Kansas City Chiefs (M) | -                  | -                  | Arrowhead Stadium                 | ESPN/ABC           | -                  |
| 9                 | 2 novembre         | 8:20 p.m.          | Seattle Seahawks (S)     | -                  | -                  | Northwest Stadium                 | NBC                | -                  |
| 10                | 9 novembre         | 4:25 p.m.          | Detroit Lions            | -                  | -                  | Northwest Stadium                 | Fox                | -                  |
| 11                | 16 novembre        | 9:30 a.m.          | @ Miami Dolphins (I)     | -                  | -                  | Stadio Santiago Bernabéu (Madrid) | NFL Network        | -                  |
| 12                | Settimana di pausa | Settimana di pausa | Settimana di pausa       | Settimana di pausa | Settimana di pausa | Settimana di pausa                | Settimana di pausa | Settimana di pausa |
| 13                | 30 novembre        | 8:20 p.m.          | Denver Broncos (S)       | -                  | -                  | Northwest Stadium                 | NBC                | -                  |
| 14                | 7 dicembre         | 1:00 p.m.          | @ Minnesota Vikings      | -                  | -                  | U.S. Bank Stadium                 | Fox                | -                  |
| 15                | 14 dicembre        | 1:00 p.m.          | @ New York Giants        | -                  | -                  | MetLife Stadium                   | Fox                | -                  |
| 16                | 20 dicembre        | Da def.            | Philadelphia Eagles      | -                  | -                  | Northwest Stadium                 | Fox                | -                  |
| 17                | 25 dicembre        | 1:00 p.m.          | Dallas Cowboys (T)       | -                  | -                  | Northwest Stadium                 | Netflix            | -                  |
| 18                | 3/4 gennaio        | Da def.            | @ Philadelphia Eagles    | -                  | -                  | Lincoln Financial Field           | Da def.            | -                  |

Note:
- Gli avversari della propria division sono in grassetto.
- Il simbolo "@" indica una partita giocata in trasferta.
- (M) indica il Monday Night Football, (T) il Thursday Night Football, (S) il Sunday Night Football e (I) una partita delle NFL International Series.
- Dall'undicesimo al diciassettesimo turno si adotta una programmazione flessibile: le partite del Sunday Night Football, del Monday Night Football e del Thursday Night Football sono programmate in via provvisoria e sono eventualmente soggette a modifiche.
- Data e orario della gara del diciottesimo turno saranno stabilite dopo lo svolgimento del diciassettesimo turno.